# Armin Kreiner
Armin Kreiner (* 4. Juni 1954 in Berg) ist ein deutscher Theologe. Er ist seit 2020 emeritierter Professor für Fundamentaltheologie an der Katholisch-Theologischen Fakultät der Ludwig-Maximilians-Universität (LMU) München.

## Leben
Er studierte ab 1976 Theologie und Philosophie an der LMU in München, wo er 1985 promovierte und sich 1991 habilitierte. Ab 1982 arbeitete er dort als Assistent, bis er 1994 zum Professor für Fundamentaltheologie und Religionswissenschaft an die Katholisch-Theologische Fakultät der Johannes Gutenberg-Universität Mainz berufen wurde. Einen Ruf an die Katholische Universität Eichstätt lehnte er ab.
Von 2003 bis 2020 lehrte Kreiner Fundamentaltheologie an der Universität München. Zu seinen Arbeitsgebieten gehören der Dialog zwischen Naturwissenschaft und Theologie und das Theodizee-Problem. Sein Werk Gott im Leid gilt hier einerseits als Standardwerk, andererseits wird ihm in der theologischen Diskussion auch vorgeworfen, durch die Nicht-Berücksichtigung Christi letztendlich einen rein philosophischen Ansatz vorzulegen, der christlich-theologische Grundfragen übersehe.
Armin Kreiner ist verheiratet und lebt in Obergünzburg (Allgäu).

## Werke (Auswahl)
- Religionssoziologie zwischen Theorie, Apologie und Kritik der Religion (1986, Diss.)
- Ende der Wahrheit? (1992, Habil.-Schrift)
- Gott und das Leid (1994)
- Gott im Leid (1997)
- Das wahre Antlitz Gottes (2006)
- (zus. m. Alexander Loichinger) Theodizee in den Weltreligionen. Ein Studienbuch (2010)
- Jesus, UFOs, Aliens. Außerirdische Intelligenz als Herausforderung für den christlichen Glauben (2011)

Daneben ist Kreiner auch Mitherausgeber von zahlreichen theologischen Werken.